# 中新廣州知識城
中新廣州知識城（英語：China-Singapore Guangzhou Knowledge City，CSGKC，简称“中新知识城”）是一個位於中國廣州市黃埔區北部的高端發展產業城，由中新廣州知識城投資開發有限公司發展，總面積為123平方公里，其中首期開發的是面積為6.27平方公里的南起步區，預計於2015年至2030年間分批落成。现时，知识城的具体范围包括九佛街道、龙湖街道、新龙镇全域。

## 簡介
中新廣州知識城為第三個由中國及新加坡合作建設的發展項目，其總體概念規劃圖和南起步區的城市總結規劃圖均由著名建築規劃師劉太格博士構思設計，希望打造成一座可持续發展的低碳城市。

## 歷史
2008年9月，中共中央政治局委員、廣東省委書記汪洋率領代表團訪問新加坡，其間新加坡總理李顯龍會談，提出粵新共建標誌性項目的構想。
2009年3月24日， 在汪洋書記和新加坡國務資政吳作棟等人的共同見證下，廣州開發區管委會與新加坡吉寶企業集團簽署了《關於合作建設“知識城”項目的備忘錄》，確定了“知識城”的選址和可行性研究等事項。
2010年12月25日，中新廣州知識城管委會揭牌。
2011年9月15日，中新廣州知識城投資開發有限公司于在廣州成立。這間公司由星橋和廣州開發區管委會各占50%股權組成。
2012年3月8日，中新廣州知識城首個綜合科技園區 - 耗資10.66億興建的廣州知識城騰飛科技園正式奠基。
2013年10月29日，中新廣州知識城主城區動工。

## 中新廣州知識城規劃展示廳
中新廣州知識城規劃展示廳位於知識城南起步區的九龍大道旁，於2010年5月30日落成，此展廳面積為1612平方米，展廳內詳細介紹中新廣州知識城各區的規劃和建設，本展廳只用了28天建成，可謂刷新了“開羅速度”。

## 南起步區
南起步區為知識城項目的第一期，占地6.27平方公里。該區域三分之一為住宅用地，三分之一為科技商業園區，其餘的三分之一為政府機構、配套設施及綠化用地。至今，南起步區主要的基礎設施已經基本完成，而位於知識城的第一個住宅發展項目 - 合景·天峻已於2014年3月開售，而其後的兩個住宅發展項目中，由天韵（广州）房地产开发有限公司發展的天韻·瑚璟已於2014年5月17日開售，而万科幸福誉將2014年8月開售。
政府市政中心將設於本區，其它建設包括鄰里中心，學校及商業園區等。

## 入駐機構
截至2014年第一季，知識城已經引進各類項目共96個。其中入駐機構包括：
- 寶潔公司[18]
- 萬全藥業[19]
- 廣東食品與生命健康研究院
- 廣東生命健康研究有限公司[20]

## 医院

### 综合医院
- 中山大学附属第六医院（中山大学附属胃肠肛门医院、广东省胃肠肛门医院）知识城院区[21]

### 专科医院
- 中山大学肿瘤防治中心（中山大学附属肿瘤医院）黄埔院区[22]
- 广州黄埔银海眼科医院
- 广州泰和肿瘤医院
- 广州皇家丽肿瘤医院

## 商场
- 合景悠方
- 城南邻里中心
- 知识城第二邻里中心

## 科教创新区
- 中国社会科学院大学黄埔高等研究院
- 西安电子科技大学广州研究院
- 广东外语外贸大学黄埔研究院
- 广州大学黄埔研究院

## 政务服务场所
- 广州市黄埔区九佛街道政务服务中心
- 广州市黄埔区龙湖街道政务服务中心（知识城党群服务中心）
- 广州市黄埔区新龙镇政务服务中心

## 屋苑
- 天韻·瑚璟
- 合景·天峻
- 万科幸福誉

## 摩天大楼
- 广州绿地城
- 知识城广场
- 中国纳米谷
- 知识塔（知识城目前在建第一高楼，高330米）
- 知识城产业聚集服务中心

## 交通
知識城鄰近多條高速公路，前往廣州白雲國際機場只需15分鐘，而20分鐘便可抵達廣州市中心。此外，新白广城际（穗深城际北延段）亦將會連接知識城，并在此范围内设九佛、佛塱、新龙、镇龙四座车站。

### 廣州地鐵14號線知識城支線

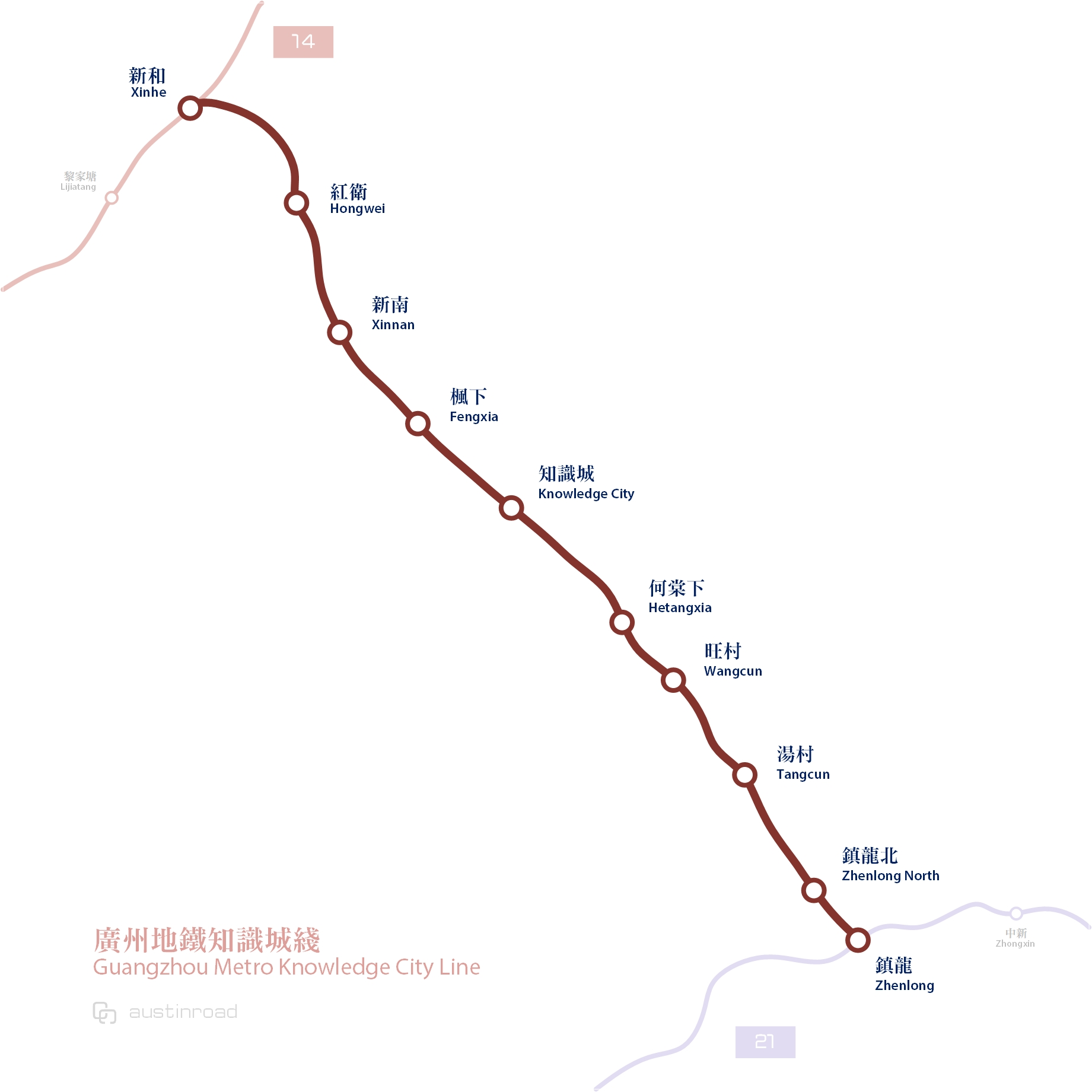
知識城支線

廣州地鐵14號線知識城支線於2014年開建，2017年12月28日通車，起初并未与廣州地鐵市区線路網相连。2018年12月28日，14號線主线与21号线（增城广场至镇龙西段）通车，知识城支线连同21号线接入到市区線路網中。
本線一直沿九龍大道（2023年11月7日更名为“知识大道”）建設，以下為在知識城內各站點大約位置：
| 站點   | 位置                                 |
| ------ | ------------------------------------ |
| 红卫   | 享美村西側                           |
| 新南   | 鐘太快速路口北側                     |
| 枫下   | 九龍大道楓下村地段                   |
| 知识城 | 育賢路口、商貿物流中心東側           |
| 何棠下 | 知識大道與鳳凰湖三路和開陽五路交叉口 |
| 旺村   | 九龍大道旺村地段                     |
| 汤村   | 華師康大學院西側                     |
| 镇龙北 | 大浦圩北側                           |

## 外部連結
- 中新廣州知識城官方網站（页面存档备份，存于）
- 知识城社区（知识城论坛）（页面存档备份，存于）